# Antoine-Prosper Delaperche
Pour les articles homonymes, voir Delaperche et Laperche (homonymie).
Antoine-Prosper Delaperche, né le 31 août 1798 à Caen et mort le 9 février 1870, est un militaire français.

## Biographie
Marie-Antoine-Prosper Laperche, né le 14 Fructidor de l'an VI à Caen, rue Pierre, section de la Fermeté, est le fils de Cécile Sérigny et de Jean-Marie Laperche, peintre. Après la période révolutionnaire, peu propice aux particules d'apparence nobiliaire, les Laperche deviennent ou redeviennent les Delaperche en 1813. Antoine-Prosper Delaperche est le neveu du sculpteur Constant Delaperche et le cousin de l'ingénieur Hippolyte Delaperche.
Fils d'un royaliste qui détestait Napoléon et dont deux autres fils sont morts lors de la campagne de Russie, Antoine-Prosper Delaperche commence sa carrière militaire sous la Restauration. Le 21 avril 1824, il entre comme sous-lieutenant au régiment des chasseurs à cheval de la garde royale. C'est sous l'uniforme de ce régiment que le jeune Antoine-Prosper est représenté par son père dans un portrait conservé au Musée de l'Armée.

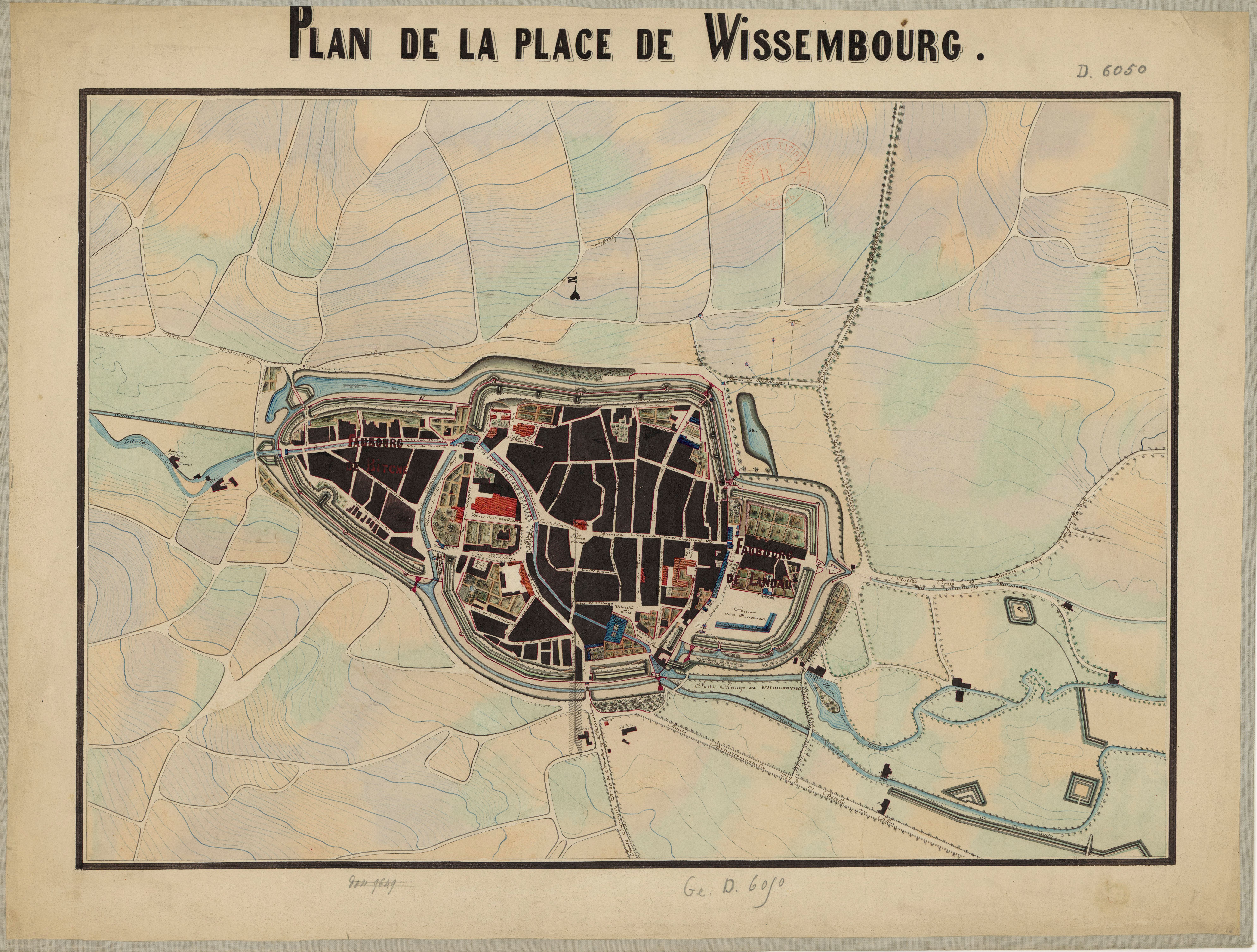
Plan de la place de Wissembourg par le commandant Delaperche (vers 1853, BnF).

Après la Révolution de Juillet et la chute de Charles X, le régiment des chasseurs de la garde est licencié par une ordonnance du 11 août 1830, effective au 1er septembre, qui dissout la garde royale. Mis en non-activité, Antoine-Prosper est réaffecté avec le grade de lieutenant au 1er régiment de lanciers (créé le 19 février 1831 à partir du 1er régiment de chasseurs) par ordonnance royale du 12 juillet 1831. Cinq ans plus tard, le 31 juillet 1836, Delaperche est promu au grade de capitaine au sein de ce même régiment, alors stationné à Niort. Le 7 mai 1839, après avoir passé en revue le 1er régiment de lanciers dans la cour des Tuileries, le roi Louis-Philippe remet au capitaine adjudant-major Delaperche la croix de chevalier de la Légion d'honneur. Le 15 mars 1846, une ordonnance royale le nomme chef d'escadron au 5e régiment de hussards.
Le chef d'escadron Delaperche sert ensuite au sein du 8e régiment de lanciers avant de passer à l'état-major des places. En effet, par décision présidentielle du 9 avril 1849, il est nommé au commandement de 2e classe de la place de Wissembourg.
Le 18 février 1850, il épouse Marie-Aglaé Brière (1803-1891), à la mairie du 3e arrondissement de Paris.
Par décret du 19 juillet 1852, le chef d'escadron Delaperche est promu au rang d'officier dans l'ordre national de la Légion d'honneur. Vers 1854, il est remplacé au commandement de la place de Wissembourg par Édouard-Pierre-Charles-Augustin Ménissier (1801-1878).
Retraité, Delaperche habite avec son épouse au no 71 de la rue de la Victoire, dans le 9e arrondissement de Paris. Il y meurt le 9 février 1870.

## Distinctions
- Officier de la Légion d'honneur (1852)